# Sitz im Leben
Sitz im Leben é uma expressão alemã utilizada na exegese de textos bíblicos. Traduz-se comumente por "contexto vital". De uma forma simples, o Sitz im Leben descreve em que ocasião uma determinada passagem da Bíblia foi escrita, ou seja, qual foi o fato que motivou o surgimento de um determinado gênero literário bíblico. Há dois tipos de sitz im Leben: o primário e o secundário. O primário se refere ao fato que promoveu a elaboração do gênero literário. O secundário se refere ao local onde era utilizado este gênero (Ex. Templo, Palácio, Portões da Cidade, etc).